# Argonautes
Pour les articles homonymes, voir Argonaute (homonymie).

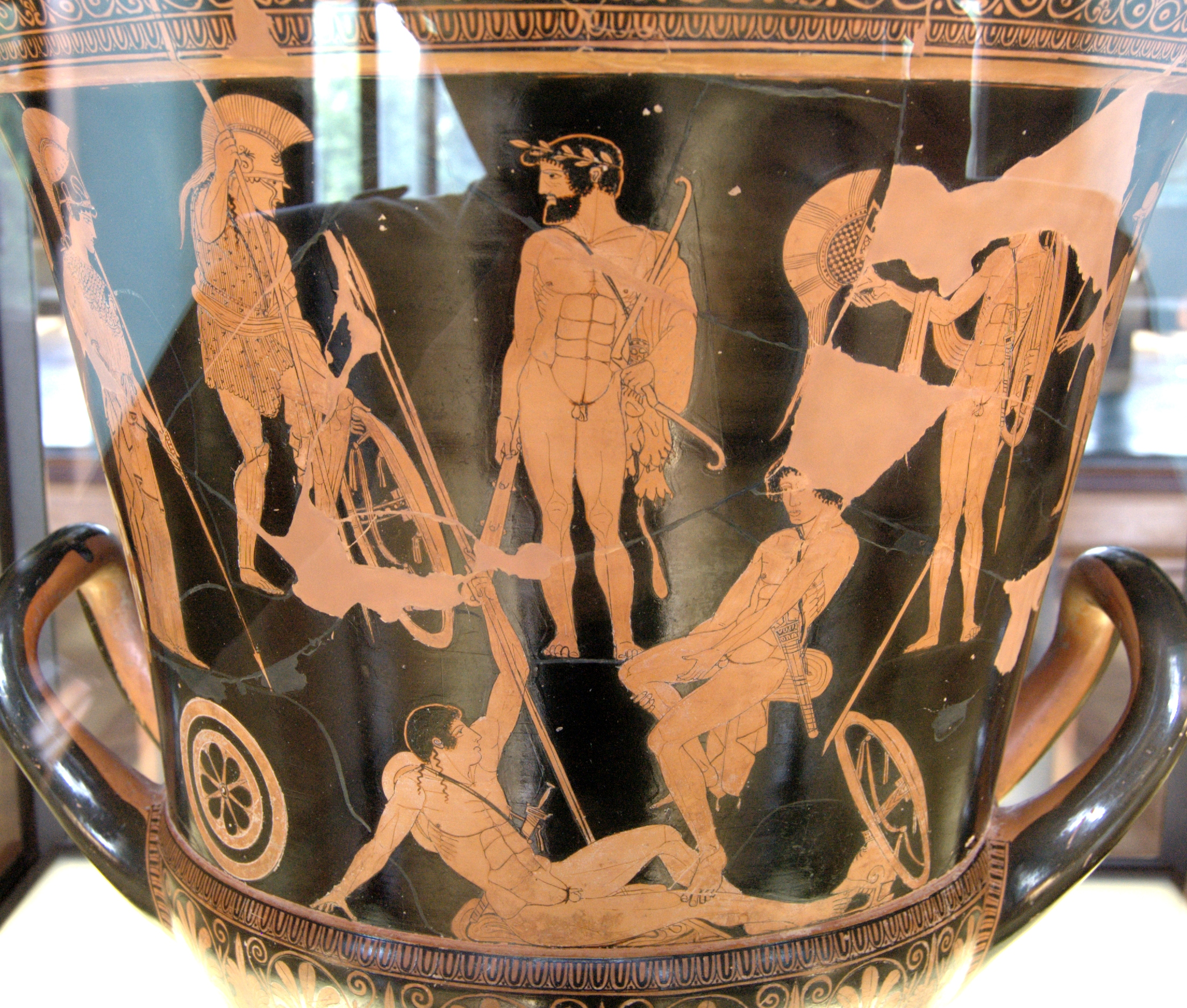
Rassemblement des Argonautes (?) Cratère attique à figures rouges, 460-450 av. J.-C. Musée du Louvre (G 341).

Dans la mythologie grecque, les Argonautes (en grec ancien : Ἀργοναῦται / Argonaûtai) sont un groupe de héros apparaissant dans de nombreuses légendes, qui partirent d'Iolcos, l'actuelle Volos, avec Jason à bord du navire Argo pour s'emparer de la Toison d'or. Selon les sources, leur nombre varie, mais la tradition rapporte que l'expédition était composée de 87 hommes en plus de Jason et d'une femme, Atalante, sans oublier Médée qui les rejoint par amour pour Jason. La mention la plus ancienne de l'expédition des Argonautes se trouve dans l’Odyssée (chant XII, vers 69 à 72), dans la bouche de Circé.

## Périple

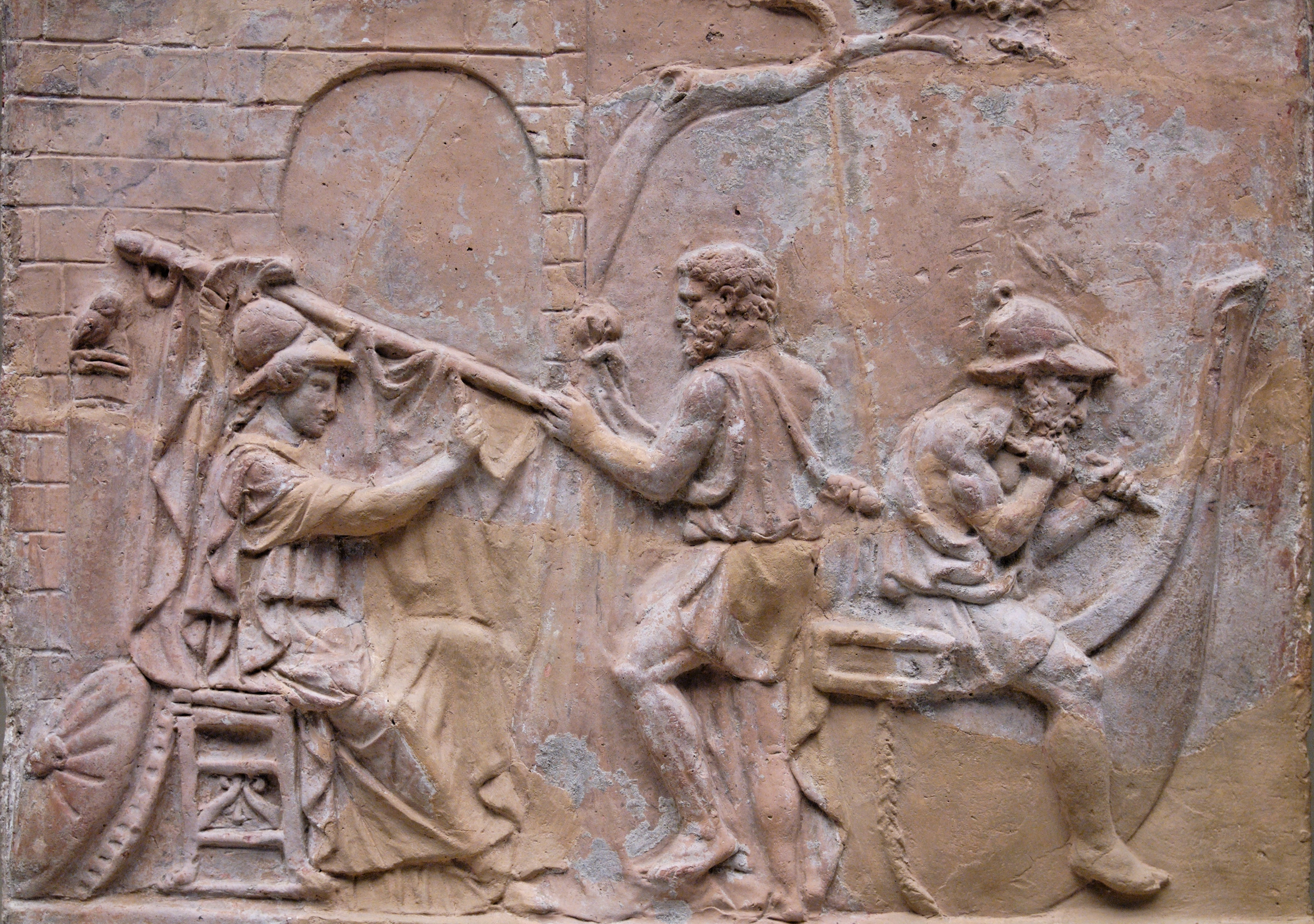
Construction de l'Argo : Athéna ajuste la voile, Tiphys tient la vergue et Argos travaille à l'arrière. Bas-relief romain en terre cuite (Ier siècle environ), British Museum, Londres.

Les Argonautes sont des Minyens ou même, selon Hérodote, les ancêtres des Minyens. Pélias envoie son neveu Jason en Colchide s’emparer de la toison d'or accrochée à un chêne. Selon les Argonautiques d’Apollonios de Rhodes, Jason fait construire un bateau pour cinquante rameurs, et réunit l’équipage correspondant : les Argonautes. Ils partent de Pagasae en Thessalie où le bateau a été construit, et se dirigent vers le nord-est. Ils font escale à Lemnos, à Samothrace, pénètrent dans l’Hellespont, font escale à Cyzique, en Mysie et, après s’être engagés dans le Bosphore, ils longent la côte sud de la mer Noire jusqu’en Colchide, terme de leur expédition. Orphée aurait pris part à l’expédition en charmant les sirènes, les rochers branlants bouchant le passage et le serpent gardien de la toison d’or.
Jason accomplit les tâches imposées par le roi Éétès de Colchide grâce à la magie et aux drogues de sa fille Médée.
Le retour se fait par différentes routes selon les sources :
- la même qu'à l'aller (la plus évidente) ou bien une route par les côtes septentrionales du Pont Euxin (mer Noire), par la Tauride antique et par la Scythie mineure à Tomis (nom qui signifie « tranché » en grec)[3] pour tenter de retarder la flotte d'Aétès lancée à leur poursuite, en sacrifiant Absyrte fils d'Aétès et frère cadet de Médée, emmené en otage, et en jetant les morceaux de sa dépouille à la mer afin d'obliger le roi à les repêcher pour donner une sépulture à son héritier[4] ;
- une fuite par le Pont Euxin, l'Istros (Danube) et ensuite l'Éridan avec, concernant ce dernier fleuve, trois variantes (dans la géographie mythique, les principaux fleuves d'Europe sont connectés entre eux[5]) :
  - si l'Éridan est le Pados (Pô), retour par l'Adriatique[6] ;
  - après le Pô, si l'Éridan est le Rhodanos (Rhône), retour par le Léman (même étymologie grecque que le mot liman : lagune, littoral), la mer Tyrrhénienne, la côte italienne et la Libye[1] ;
  - après le Pô, si l'Éridan est le Rhenos (Rhin), retour par la mer Boréale (mer du Nord) à travers les tempêtes hivernales qui permettent leur héroïsation collective, puis par les « colonnes d'Hercule », autre détroit où pourraient se trouver des « Symplégades »[7].

## Catalogue des Argonautes
Les premières listes d’Argonautes sont celle de la IVe Pythique de Pindare et celle de l’inscription de Chios, dont les habitants se disaient descendants des Pélasges de Thessalie, donc des Minyens.
On sait que des catalogues d’Argonautes ont existé dès l’époque archaïque, notamment dans le Catalogue des femmes, chez Phérécyde d'Athènes et chez Eschyle et probablement aussi dans les Naupacties. On retrouvait de telles listes également chez Sophocle, Antimaque de Colophon et Cléon de Curium.
Parmi les textes conservés, si l’on excepte Pindare qui ne cite qu’une dizaine de demi-dieux, le premier catalogue « complet » est donné dans les Argonautiques orphiques. Viennent ensuite Apollonios de Rhodes, qui fait souvent office de canon, Diodore de Sicile, Hygin, le pseudo-Apollodore, Stace et Valerius Flaccus.
|                             | Pseudo-Apollodore | Apollonios de Rhodes | Argonautiques orphiques | Diodore de Sicile | Hygin | Pindare | Stace | Valerius Flaccus |
| --------------------------- | ----------------- | -------------------- | ----------------------- | ----------------- | ----- | ------- | ----- | ---------------- |
| Acaste                      | Oui               | Oui                  | Oui                     | Non               | Oui   | Non     | Non   | Oui              |
| Actor fils d'Hippase        | Oui               | Non                  | Non                     | Non               | Oui   | Non     | Non   | Non              |
| Admète                      | Oui               | Oui                  | Oui                     | Non               | Non   | Non     | Oui   | Oui              |
| Amphiaraos                  | Oui               | Non                  | Non                     | Non               | Non   | Non     | Non   | Non              |
| Amphidamas                  | Non               | Oui                  | Oui                     | Non               | Oui   | Non     | Non   | Oui              |
| Amphion fils d'Hypérasios   | Non               | Oui                  | Oui                     | Non               | Oui   | Non     | Non   | Oui              |
| Ancée fils de Lycurgue      | Oui               | Oui                  | Non                     | Non               | Oui   | Non     | Oui   | Oui              |
| Ancée fils de Poséidon      | Non               | Oui                  | Non                     | Non               | Oui   | Non     | Oui   | Oui              |
| Argos fils d'Arestor        | Non               | Oui                  | Oui                     | Oui               | Non   | Non     | Non   | Oui              |
| Argos fils de Phrixos       | Oui               | Non                  | Non                     | Oui               | Non   | Non     | Non   | Non              |
| Argos fils de Polybe        | Non               | Non                  | Non                     | Non               | Oui   | Non     | Non   | Non              |
| Arios fils de Bias          | Non               | Oui                  | Oui                     | Non               | Non   | Non     | Non   | Non              |
| Ascalaphe                   | Oui               | Non                  | Non                     | Non               | Non   | Non     | Non   | Non              |
| Asclépios                   | Non               | Non                  | Non                     | Non               | Oui   | Non     | Non   | Non              |
| Astérion de Pellène         | Non               | Oui                  | Oui                     | Non               | Oui   | Non     | Non   | Oui              |
| Astérios de Pirésie         | Oui               | Oui                  | Oui                     | Non               | Oui   | Non     | Non   | Oui              |
| Atalante                    | Oui               | Non                  | Non                     | Oui               | Non   | Non     | Non   | Non              |
| Augias                      | Oui               | Oui                  | Oui                     | Non               | Oui   | Non     | Non   | Non              |
| Autolycos                   | Oui               | Non                  | Non                     | Non               | Non   | Non     | Non   | Non              |
| Boutès fils de Téléon       | Oui               | Oui                  | Oui                     | Non               | Oui   | Non     | Non   | Oui              |
| Calaïs                      | Oui               | Oui                  | Oui                     | Oui               | Oui   | Oui     | Oui   | Oui              |
| Canthos                     | Non               | Oui                  | Non                     | Non               | Oui   | Non     | Non   | Oui              |
| Castor                      | Oui               | Oui                  | Oui                     | Oui               | Oui   | Oui     | Oui   | Oui              |
| Cénée                       | Oui               | Non                  | Non                     | Non               | Oui   | Non     | Non   | Non              |
| Céphée de Tégée             | Oui               | Oui                  | Oui                     | Non               | Oui   | Non     | Non   | Oui              |
| Clyménos (?)                | Non               | Non                  | Non                     | Non               | Non   | Non     | Non   | Oui              |
| Clytios fils d'Eurytos      | Non               | Oui                  | Non                     | Non               | Oui   | Non     | Non   | Non              |
| Coronos fils de Cénée       | Non               | Oui                  | Oui                     | Non               | Oui   | Non     | Non   | Non              |
| Deucalion fils d'Hypérasios | Non               | Non                  | Non                     | Non               | Non   | Non     | Non   | Oui              |
| Deucalion fils de Minos     | Non               | Non                  | Non                     | Non               | Oui   | Non     | Non   | Non              |
| Échion fils d'Hermès        | Non               | Oui                  | Oui                     | Non               | Oui   | Oui     | Non   | Oui              |
| Erginos                     | Oui               | Oui                  | Oui                     | Non               | Oui   | Non     | Non   | Oui              |
| Éribotès                    | Non               | Oui                  | Non                     | Non               | Oui   | Non     | Non   | Oui              |
| Éthalidès fils d'Hermès     | Non               | Oui                  | Oui                     | Non               | Oui   | Non     | Non   | Oui              |
| Euphémos fils de Poséidon   | Oui               | Oui                  | Oui                     | Non               | Oui   | Oui     | Non   | Oui              |
| Euryale fils de Mécistée    | Oui               | Non                  | Non                     | Non               | Non   | Non     | Non   | Non              |
| Eurydamas fils de Démonassa | Non               | Oui                  | Oui                     | Non               | Non   | Non     | Non   | Oui              |
| Eurymédon fils de Dionysos  | Non               | Non                  | Non                     | Non               | Oui   | Non     | Non   | Non              |
| Eurytion de Phthie          | Non               | Oui                  | Oui                     | Non               | Oui   | Non     | Non   | Oui              |
| Eurytos fils d'Hermès       | Oui               | Oui                  | Oui                     | Non               | Oui   | Oui     | Non   | Oui              |
| Héraclès                    | Oui               | Oui                  | Oui                     | Oui               | Oui   | Oui     | Oui   | Oui              |
| Hippalcimos fils de Pélops  | Non               | Non                  | Non                     | Non               | Oui   | Non     | Non   | Non              |
| Hylas                       | Oui               | Oui                  | Oui                     | Non               | Oui   | Non     | Oui   | Oui              |
| Ialmène (?)                 | Oui               | Non                  | Non                     | Non               | Non   | Non     | Non   | Non              |
| Idas                        | Non               | Oui                  | Oui                     | Non               | Oui   | Non     | Oui   | Oui              |
| Idmon                       | Non               | Oui                  | Oui                     | Non               | Oui   | Non     | Non   | Oui              |
| Iolaos                      | Non               | Non                  | Non                     | Non               | Oui   | Non     | Non   | Non              |
| Iphiclès                    | Non               | Non                  | Non                     | Oui               | Non   | Non     | Non   | Non              |
| Iphiclos fils de Clymène    | Non               | Oui                  | Oui                     | Non               | Oui   | Non     | Non   | Oui              |
| Iphiclos fils de Thestios   | Oui               | Oui                  | Oui                     | Oui               | Oui   | Non     | Non   | Non              |
| Iphis (?)                   | Non               | Non                  | Non                     | Non               | Non   | Non     | Non   | Oui              |
| Iphitos d'Œchalie           | Non               | Oui                  | Non                     | Non               | Oui   | Non     | Oui   | Non              |
| Iphitos de Phocide          | Oui               | Oui                  | Oui                     | Non               | Oui   | Non     | Non   | Oui              |
| Iphitos (frère d'Eurysthée) | Non               | Non                  | Non                     | Oui               | Non   | Non     | Non   | Non              |
| Jason                       | Oui               | Oui                  | Oui                     | Oui               | Oui   | Oui     | Oui   | Oui              |
| Lacoon                      | Non               | Oui                  | Non                     | Non               | Oui   | Non     | Non   | Non              |
| Laërte                      | Oui               | Non                  | Non                     | Oui               | Non   | Non     | Non   | Non              |
| Léitos                      | Oui               | Non                  | Non                     | Non               | Non   | Non     | Non   | Non              |
| Léodocos                    | Non               | Oui                  | Oui                     | Non               | Non   | Non     | Non   | Oui              |
| Lyncée                      | Non               | Oui                  | Oui                     | Non               | Oui   | Non     | Non   | Oui              |
| Méléagre                    | Oui               | Oui                  | Oui                     | Oui               | Oui   | Non     | Oui   | Oui              |
| Ménétios fils d'Actor       | Oui               | Oui                  | Oui                     | Non               | Oui   | Non     | Non   | Oui              |
| Mopsos fils d'Ampyx         | Non               | Oui                  | Oui                     | Non               | Oui   | Oui     | Oui   | Oui              |
| Nauplios fils de Clytonée   | Non               | Oui                  | Oui                     | Non               | Oui   | Non     | Non   | Oui              |
| Nélée                       | Non               | Non                  | Non                     | Non               | Oui   | Non     | Non   | Non              |
| Nestor                      | Non               | Non                  | Non                     | Non               | Non   | Non     | Non   | Oui              |
| Oïlée                       | Non               | Oui                  | Oui                     | Non               | Oui   | Non     | Non   | Oui              |
| Orphée                      | Oui               | Oui                  | Oui                     | Non               | Oui   | Oui     | Oui   | Oui              |
| Palémon (?)                 | Oui               | Oui                  | Oui                     | Non               | Oui   | Non     | Non   | Non              |
| Pélée                       | Oui               | Oui                  | Oui                     | Non               | Oui   | Non     | Oui   | Oui              |
| Pénélée                     | Oui               | Non                  | Non                     | Non               | Non   | Non     | Non   | Non              |
| Périclyménos fils de Nélée  | Oui               | Oui                  | Oui                     | Non               | Oui   | Oui     | Non   | Oui              |
| Phanos                      | Oui               | Non                  | Non                     | Non               | Non   | Non     | Non   |                  |
| Phalère                     | Non               | Oui                  | Oui                     | Non               | Oui   | Non     | Non   | Oui              |
| Philoctète                  | Non               | Non                  | Non                     | Non               | Oui   | Non     | Non   | Oui              |
| Phlias                      | Non               | Oui                  | Oui                     | Non               | Oui   | Non     | Non   | Oui              |
| Phocos fils de Cénée        | Non               | Non                  | Non                     | Non               | Oui   | Non     | Non   | Non              |
| Pirithoos                   | Non               | Non                  | Non                     | Non               | Oui   | Non     | Non   | Non              |
| Péas                        | Oui               | Non                  | Non                     | Non               | Non   | Non     | Non   |                  |
| Pollux                      | Oui               | Oui                  | Oui                     | Oui               | Oui   | Oui     | Oui   | Oui              |
| Polyphème fils d'Élatos     | Oui               | Oui                  | Oui                     | Non               | Oui   | Non     | Non   | Oui              |
| Priasos fils de Cénée       | Non               | Non                  | Non                     | Non               | Oui   | Non     | Non   | Non              |
| Staphylos fils d'Ariane     | Oui               | Non                  | Non                     | Non               | Non   | Non     | Non   | Non              |
| Talaos                      | Non               | Oui                  | Oui                     | Non               | Non   | Non     | Oui   | Oui              |
| Télamon                     | Oui               | Oui                  | Oui                     | Oui               | Oui   | Non     | Oui   | Oui              |
| Thésée                      | Oui               | Non                  | Non                     | Non               | Oui   | Non     | Oui   | Non              |
| Tiphys                      | Oui               | Oui                  | Oui                     | Non               | Oui   | Non     | Oui   | Oui              |
| Tydée                       | Non               | Non                  | Non                     | Non               | Non   | Non     | Oui   | Oui              |
| Zétès                       | Oui               | Oui                  | Oui                     | Oui               | Oui   | Oui     | Oui   | Oui              |

En dehors de ces listes, d'autres noms sont parfois donnés par les auteurs, comme Cios et Arménos chez Strabon, ou Philammon qui remplace Orphée chez Phérécyde.

## Interprétations

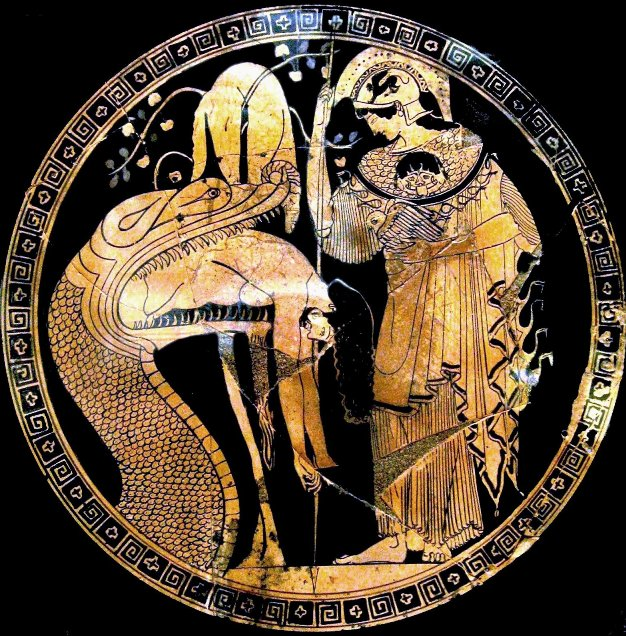
Jason régurgité par le dragon qui garde la Toison d'or (au centre, accrochée à l'arbre); Athéna se tient à droite. Coupe à figures rouges par Douris, v. 480-470, Cerveteri (Étrurie)

Selon Jean Haudry, la légende des Argonautes a une longue préhistoire et sa formation se répartit entre cinq strates dont la plus ancienne comporte plusieurs contes que l'on peut faire remonter au Paléolithique. Le cœur de la légende argonautique serait typique de la première période de la tradition indo-européenne. C'est une « quête du soleil » figurée par la toison d’or, grâce à laquelle Jason, protégé de la déesse Héra « Belle saison » devient un héros. Son héroïsation est précédée d’une « traversée de l’eau de la ténèbre hivernale » qui lui vaut la faveur de la déesse. Ce schéma traditionnel se repète à la fin de l'expédition au bénéfice de l'ensemble des Argonautes.
La légende conserve aussi des données qui remontent à la deuxième période de la tradition indo-européenne et dont le cadre social, celui de la Grèce archaïque, est maintenu par les auteurs
d'époques plus récentes. La « quête du soleil » est devenue une « quête de la fortune » et, pour Jason, un rite d'initiation royal.
Quatrième strate, une grande partie de la légende argonautique a pour cadre la société héroïque de la fin de la période commune des Indo-Européens et de celle des migrations. Dans ce cadre, l'équipage de l'Argo constitue un compagnonnage guerrier d'hommes venus de toute la Grèce, un Männerbund, lié à son seigneur par des liens contractuels de fidélité personnelle. Certaines de ces confréries pratiquent le travestissement animal, mimant la métamorphose. « Certains Argonautes portent des peaux d'animaux, Ancaios une peau d'ours, comme les berserkir scandinaves, Argos une peau de taureau, Jason une peau de panthère. L'un d’eux, Periclumenos, est capable de changer de forme à volonté comme le Mongan irlandais et ses homologues scandinaves. »
Enfin, dans les temps historiques, la légende s'est accrue d’apports divers, notamment crétois, cariens, lydiens, thraces et égyptiens (Roux 1949 : 40 et suiv.), les récits successifs du périple reflètant les progrès de la géographie. Parmi ces éléments les plus récents, la toison d’or qui tire probablement
son origine de l'utilisation de peaux de mouton pour recueillir les paillettes, et sa localisation en Colchide, qui produisait alors de l'or, de l'argent et du fer.

Cette utilisation est sans doute à l'origine de l'interprétation alchimique du mythe des Argonautes, attestée pour la première fois par le Souda (Xe siècle) :
«  La Toison d'or n'était pas ce que la fable dit d'elle, mais un livre écrit sur une peau et qui enseignait la manière de fabriquer l'or par alchimie. »
Après, entre autres, Eustathe, Pic de la Mirandole et Robert Vallensis, Michael Maier, médecin et alchimiste de l'empereur Rodolphe II, fait du chef des Argonautes, Jason (du grec iasis, « médecine ») un médecin en quête de la pierre philosophale, c'est-à-dire de la médecine d'or. Le voyage des Argonautes ne signifierait rien d'autre que les étapes du Grand-Œuvre des alchimistes.

## Évocations artistiques et adaptations

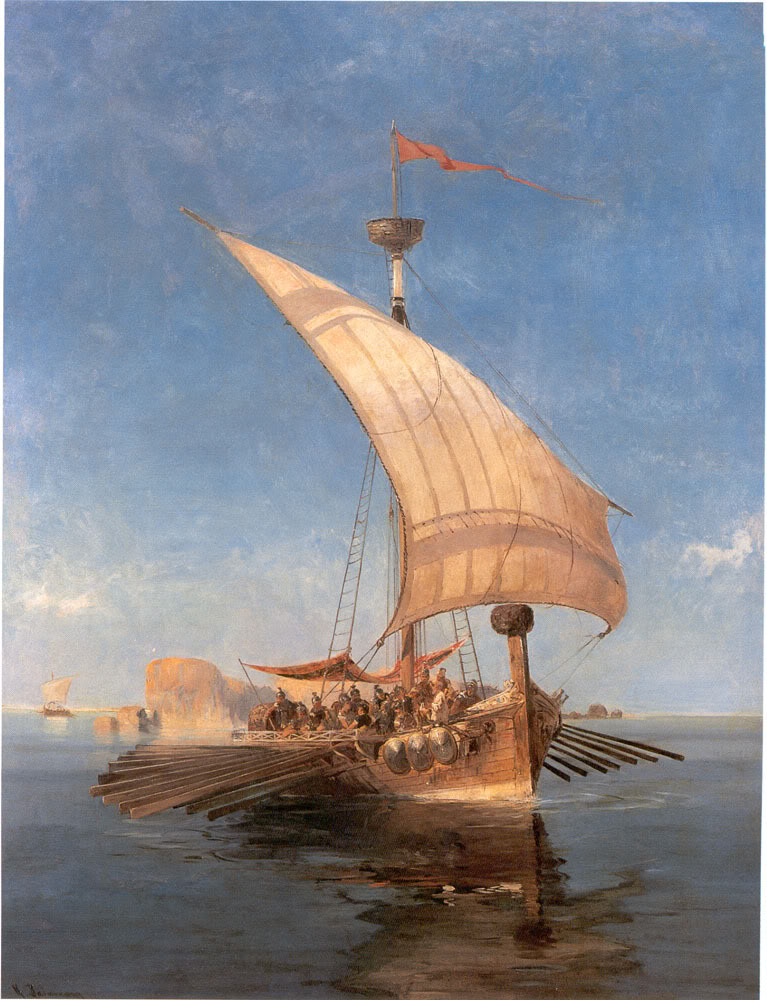
Le Périple des Argonautes, tableau de Constantínos Volanákis.

### Littérature
L'homme de lettres britannique William Morris évoque Jason dans son poème The Life and Death of Jason en 1867.
Le poète français parnassien José-Maria de Heredia, dans son recueil Les Trophées paru en 1893, évoque les Argonautes dans le sonnet « Jason et Médée », dont l'épigraphe est une dédicace au peintre Gustave Moreau.
L'écrivain, poète et mythographe Robert Graves évoque la quête de la Toison d'or dans son roman The Golden Fleece (La Toison d'or), publié à Londres en 1944 et réédité l'année suivante à New York sous le titre Hercules, My Shipmate (« J'ai navigué avec Hercule »).
André Gide, dans son roman Les Faux-monnayeurs (1925), met en scène une association littéraire appelée « Les Argonautes » dans la satire de la société littéraire française qu'il réalise dans le huitième chapitre de la troisième partie.
Bernard Simonay, dans La Légende de la Toison d'or (2005), retrace l'aventure des Argonautes.
Dans la série Héros de l'Olympe : Le fils de Neptune de Rick Riordan, le personnage de Frank Zhang est un descendant de l'Argonaute Périclyménos.
Dans Le Voyage de l'effroi, de J. H. Brennan, dans la collection des Livres dont vous êtes le héros, le protagoniste se réveille à bord d'un bateau et libère les argonautes.

### Peinture
Le peintre symboliste français Gustave Moreau peint un tableau Jason et Médée en 1865 qui montre le couple formé par Jason et Médée à l'issue de la quête de la Toison d'or.
Le peintre grec Konstantínos Volanákis (1837-1907) consacre deux tableaux au mythe : Les Argonautes et Le Retour des Argonautes.

### Bandes dessinées
Le dessinateur américain Carl Barks lance Picsou, Donald et les trois neveux Riri, Fifi et Loulou sur la piste de la Toison d'or dans une bande dessinée de 1955, À la recherche de la Toison d'or (The Golden Fleecing).
Le dessinateur belge Crisse raconte l'odyssée de la Toison d'or dans sa bande-dessinée Atalante (série commencée en 2000), dont le personnage principal est Atalante, la seule femme de l'équipage.
Dans la collection « la sagesse des mythes » lancée par Luc Ferry, Jason et la toison d’or, série en trois tomes sur un scénario de Clothilde Bruneau et les dessins d’Alexandre Jubran (Glénat 2016-2019), raconte en BD le mythe de Jason et le voyage des Argonautes suivi d’un texte explicatif de Luc Ferry sur les mythes et leur source.

### Au cinéma
Le périple des Argonautes donne lieu à plusieurs péplums qui s'inspirent assez librement des différentes sources du mythe. Le plus fameux péplum sur ce sujet est Jason et les Argonautes de Don Chaffey, sorti en 1963, connu entre autres pour les effets spéciaux de Ray Harryhausen. Le voyage des Argonautes les emmène dans une géographie imaginaire ; les interventions des dieux sont régulières et codifiées (Héra n'a le droit d'aider Jason que cinq fois). Le scénario semble s'être inspiré d'assez près des Argonautiques d'Apollonios de Rhodes, même s'il en écarte certains épisodes (l'île de Lemnos) et en remanie d'autres. Ainsi les Argonautes rencontrent Talos à l'aller, et le dieu Triton intervient pour les aider à franchir les Symplégades. Les soldats nés des dents du dragon sont représentés comme des squelettes, et Jason affronte lui-même la créature gardant la toison, et qui est ici une hydre.
Un téléfilm américain, Jason et les Argonautes, a été réalisé en 2000 par Nick Willing.

### Jeux vidéo
Rise of the Argonauts, un jeu vidéo de rôle développé par Liquid Entertainment et sorti en 2008, propose au joueur d'incarner Jason en quête de la toison d'or. Le jeu s'inspire très librement du mythe antique, puisque la toison d'or a ici le pouvoir de ressusciter les morts, que les Argonautes rencontrent Méduse qui appartient en réalité au mythe de Persée et que Jason est amené à croiser Achille, qui fait habituellement partie de la génération suivante dans les textes antiques.

## Série d'animation
- Le protagoniste de l'animé DanMachi, Bell Cranel, possède une compétence se nommant "Argonaute"